# Villa Wach
Die Villa Wach, vorher auch Villa Göschen und Haus Metzsch, ist ein ehemaliges Herrenhaus im Stadtteil Oberlößnitz der sächsischen Stadt Radebeul, im Augustusweg 62. Namensgebender Besitzer war der sächsische Amtshauptmann und Geheimrat Felix Wach. Heute ist in dem Herrenhaus ein Kinder- und Jugendhilfezentrum untergebracht.

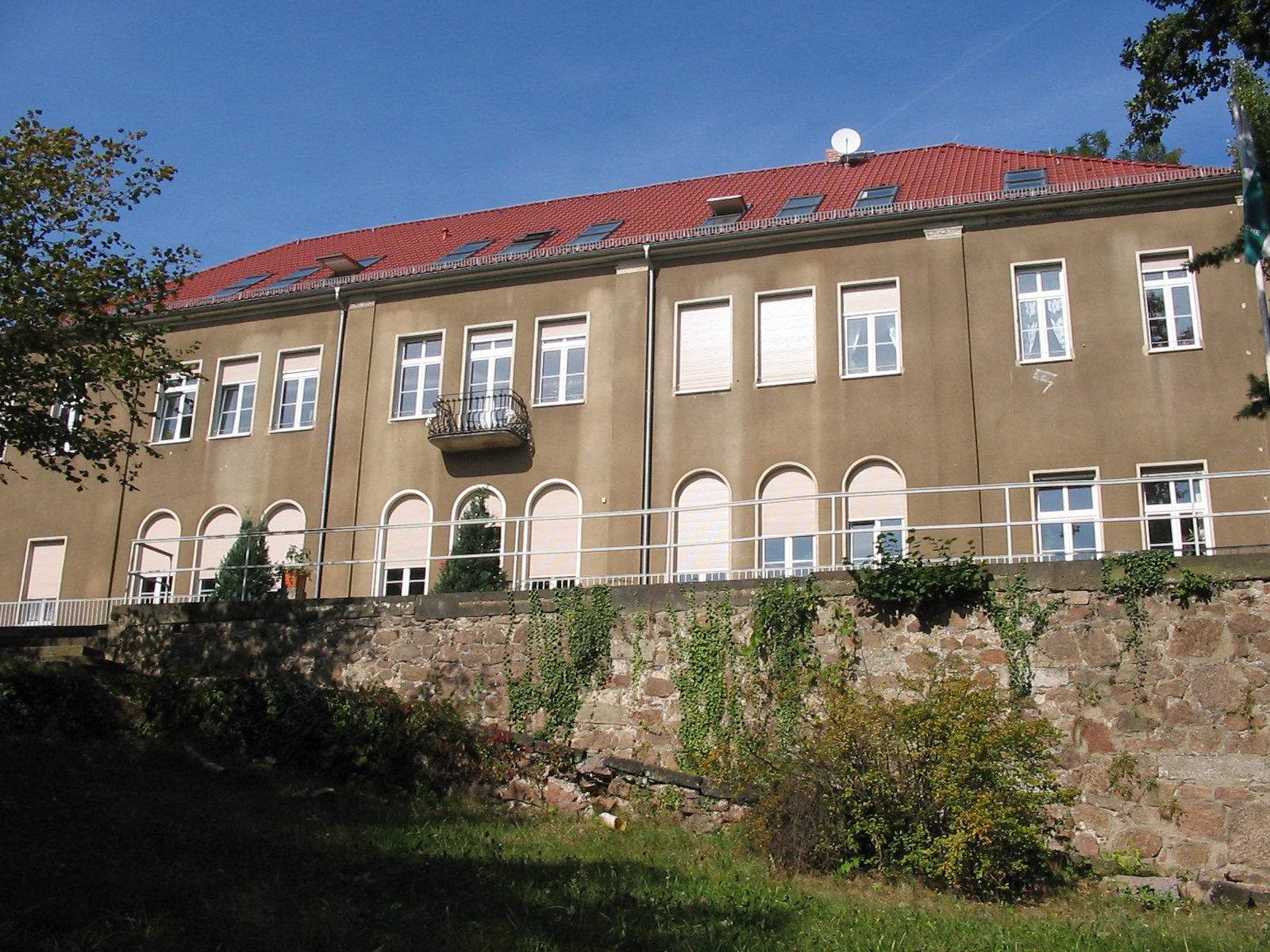
Villa Wach, Südseite mit Terrassensubstruktion

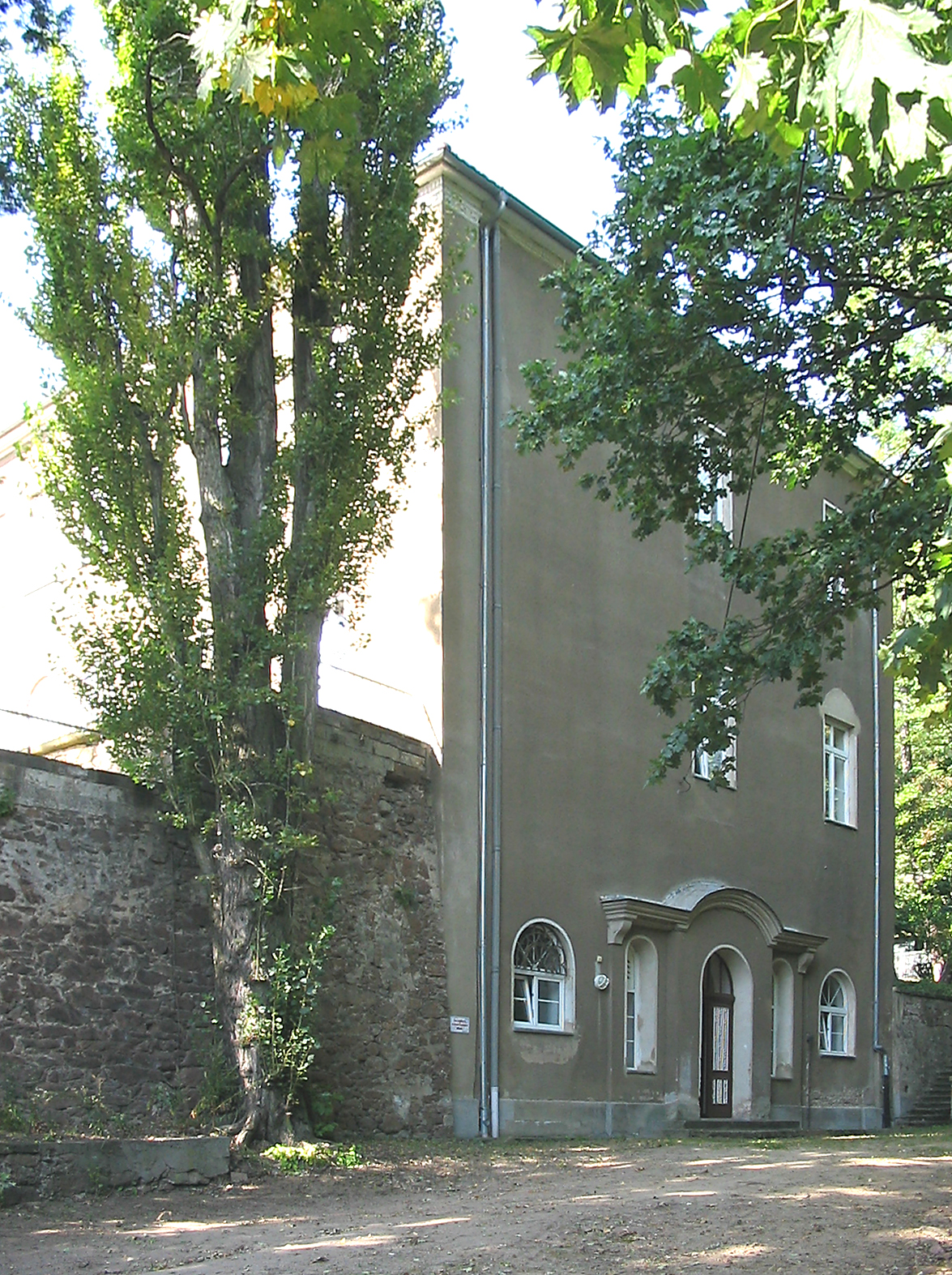
Villa Wach, Ostseite mit Eingang

## Beschreibung

### Ehemaliges Bau- und Kulturgeschichtsdenkmal
Das bereits 1904 von dem Kunsthistoriker Gurlitt in seiner Beschreibenden Darstellung der älteren Bau- und Kunstdenkmäler des Königreichs Sachsen aufgeführte Herrenhaus wurde von diesem wie folgt beschrieben: 

„Das stattliche, zweigeschossige Herrenhaus mit seiner rechteckigen Grundform von 13 Fenster Front dürfte in der Mitte des 19. Jahrhunderts seine jetzige Gestalt erhalten haben. Den äusseren Formen nach ein einheitlicher Bau dieser Zeit. Ob eine ältere Anlage verwendet worden ist, konnte ich nicht nachweisen. In dem umfangreichen Parke finden sich an einer Treppenstufe und an Böschungsmauern verschiedene Jahrzahlen auf Sandsteinquadern. Im oberen Theile 1791, 1792, 1793. Oestlich neben dem Herrenhause 1794, 1795. An einer Terrassenstufe bez. G.B. Aō. 1792. Auf der Terrasse einige Kugeln, Aufsätze von entfernten Thorpfeilern der alten Einfriedungsmauer. Eine derselben bez. 1797.“

Auch zu DDR-Zeiten, genauer 1973 und 1979, wurde das Objekt in der Wertgruppe III als Wachsche Villa mit Torhaus und Barockvasen in der Kreisdenkmalliste für Radebeul aufgeführt. Nach der Wende wurde der Wachschen Villa wegen Verlusts ihres Denkmalwerts in den Jahren vorher der Status als Denkmal aberkannt.

### Ravensberg

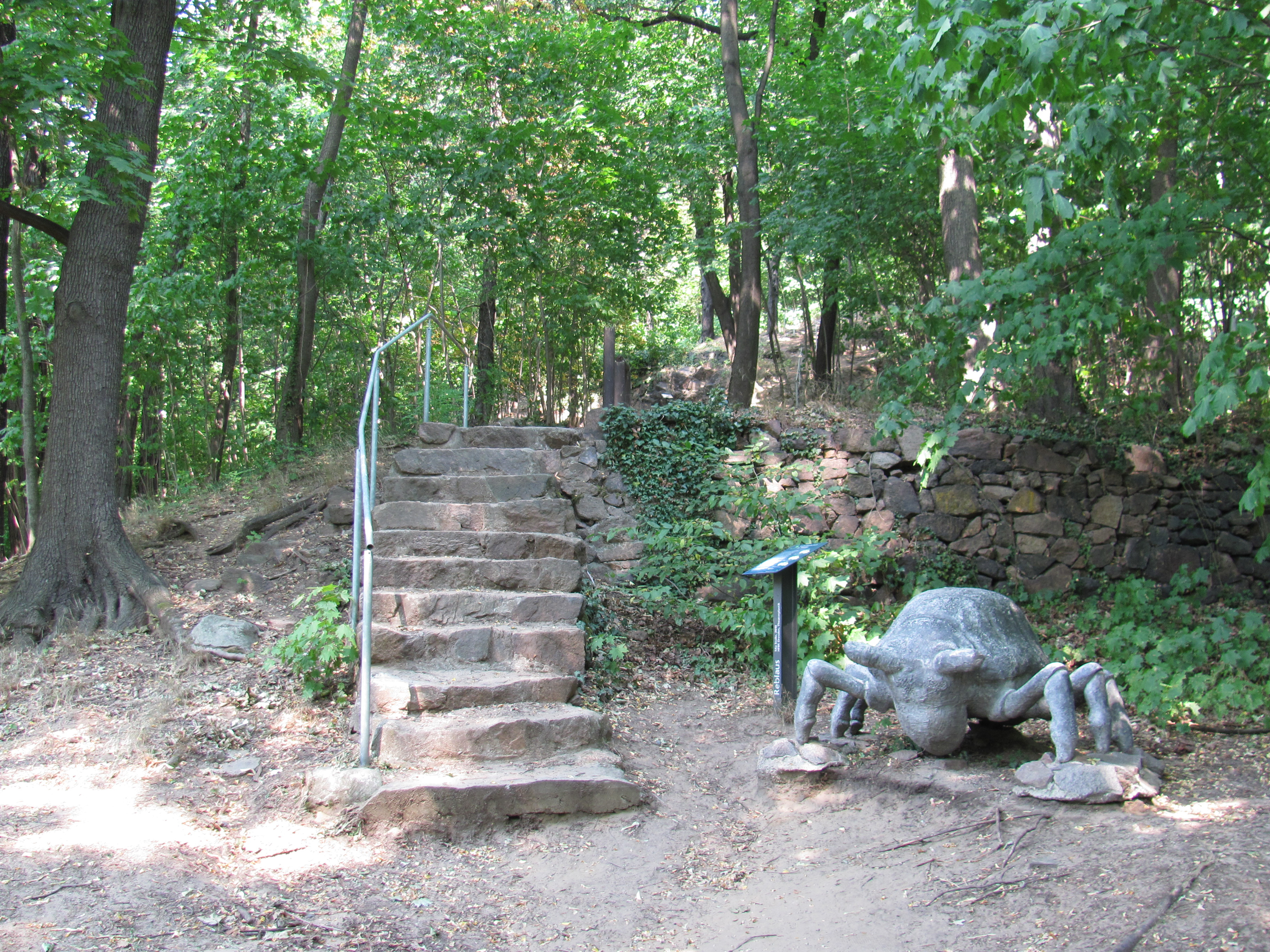
Villa Wach, Reblaus am Bergpfad auf den Ravensberg

Oberhalb der Wach′schen Villa erhebt sich der Steilanstieg der Lößnitzhänge, in diesem Abschnitt der sogenannte Ravensberg. Westlich oberhalb der Villa ist das Terrain bereits wieder aufgerebt; östlich davon findet sich noch die Verwaldung der letzten hundert Jahre. Dort von dem Vorplatz vor dem ehemaligen Herrenhaus führt ein steiler Bergpfad auf die Anhöhe, zum Teil als Sandsteintreppen mit Handlauf ausgebildet. Über einen Aussichtspunkt auf halber Höhe führt der Weg auch nach Wahnsdorf; er mündet in die Straße Am Dammberg.
Im unteren Teil wartet eine Reblausskulptur neben einer Informationstafel zu den Veränderungen der Weinbergsflächen (1882, 1904 und 2009). Kurz danach weist eine weitere Tafel auf den Steinbruch am Ravensberg hin, in den man hineinsehen kann.

## Geschichte
Vor 1668 war das Weinbergsanwesen im Besitz des Dresdner Hofapothekers Wechinger als erstem namentlich bekannten Eigentümer; nach späteren Besitzern hieß der Weinberg auch Abelhardtscher Berg beziehungsweise Saulscher Oberberg, heute Ravensberg.
1672 stand an gleicher Stelle der Villa Wach bereits ein repräsentatives Berg- und Lusthaus, das im frühen 19. Jahrhundert mehrfach als „Palast“ erwähnt wurde.
Der Bankier Freiherr Christian Friedrich von Gregory, Besitzer des westlich gelegenen Haus Sorgenfrei, schuf mit dem Erwerb dieses und weiterer Weinberge 1790/1791 den mit etwa 10 Hektar lange Zeit größten zusammenhängenden Weinbergsbesitz der Oberlößnitz. Nach Gregory war dieses Anwesen jahrzehntelang im Besitz der Grafen v. Loß.

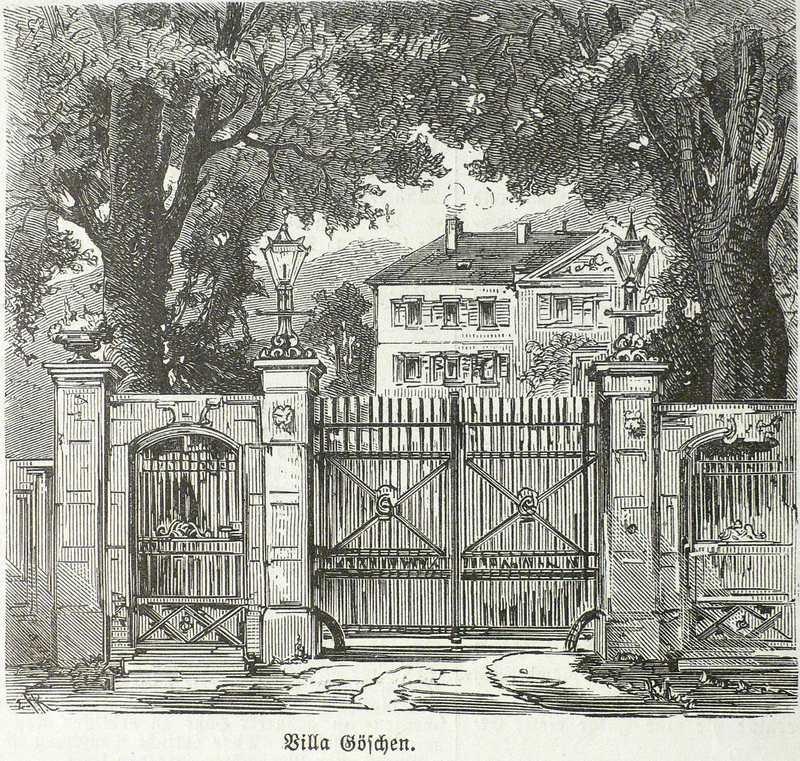
Villa Göschen (Herbert König, Holzstich 1871) mit dem 1904 von Gurlitt als „entfernt“ beschriebenen Tor

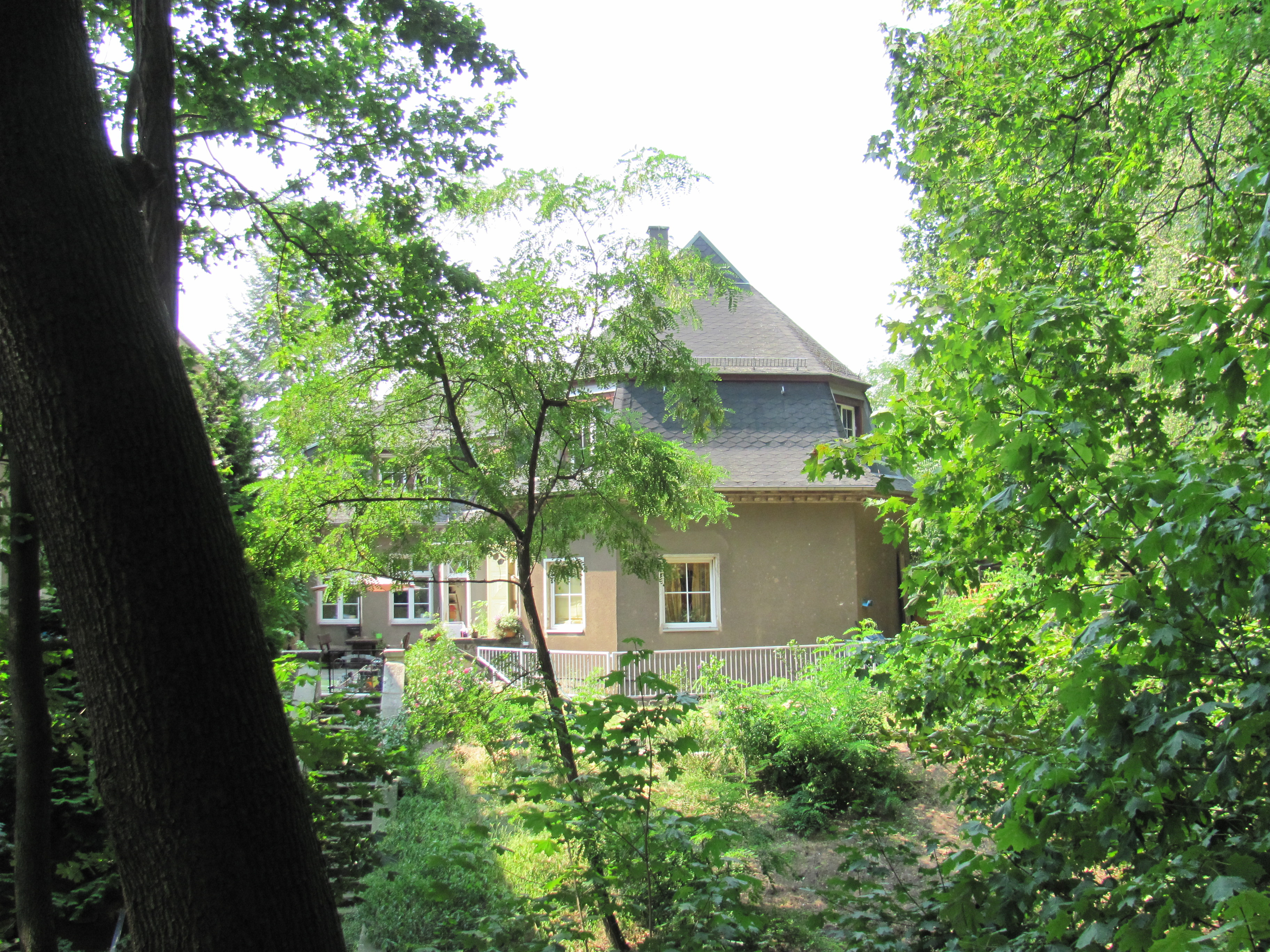
Villa Wach, Wirtschaftsgebäude auf der Hangseite

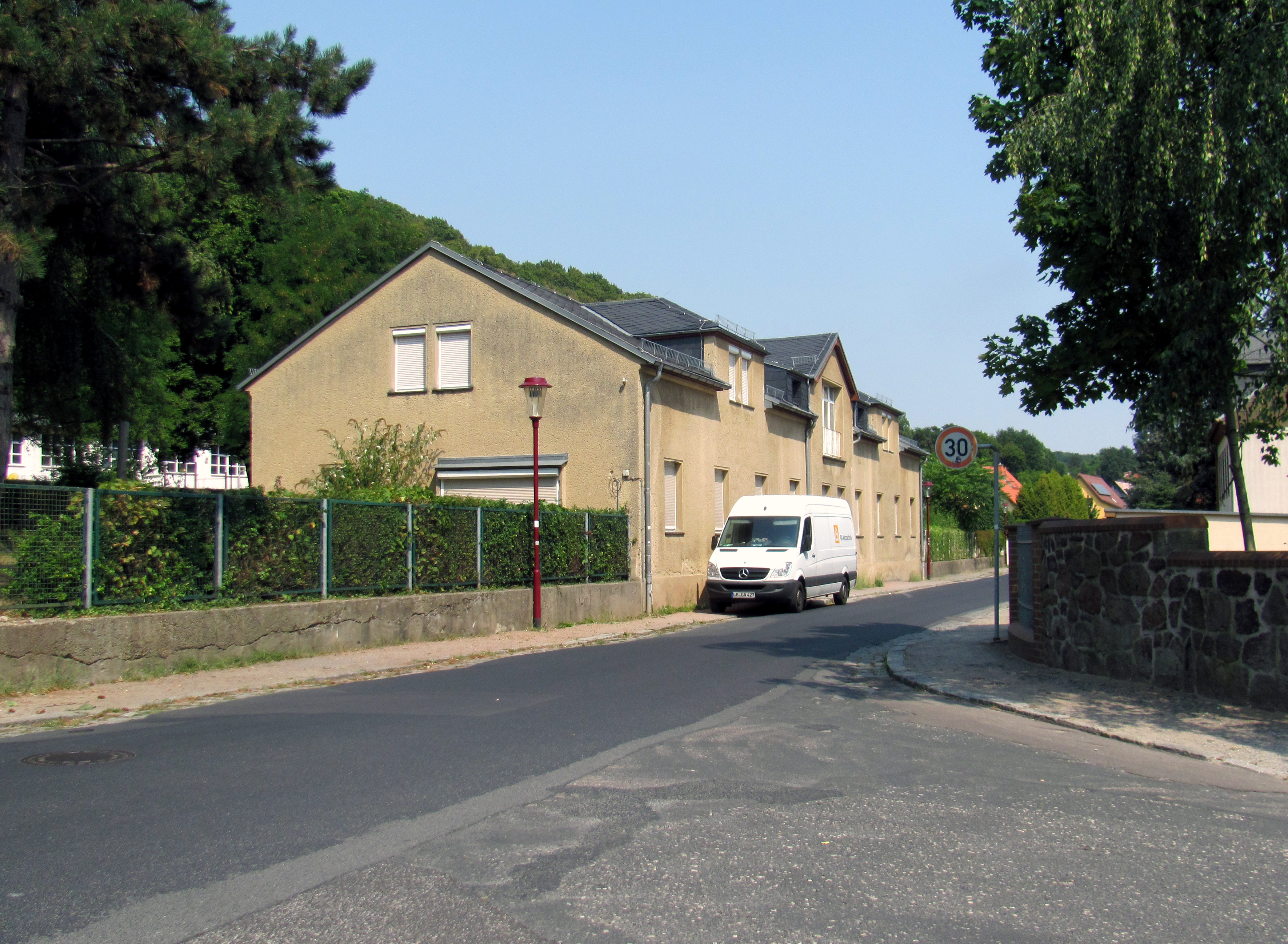
Villa Wach, Wirtschaftsgebäude an der Straße, heute Hort

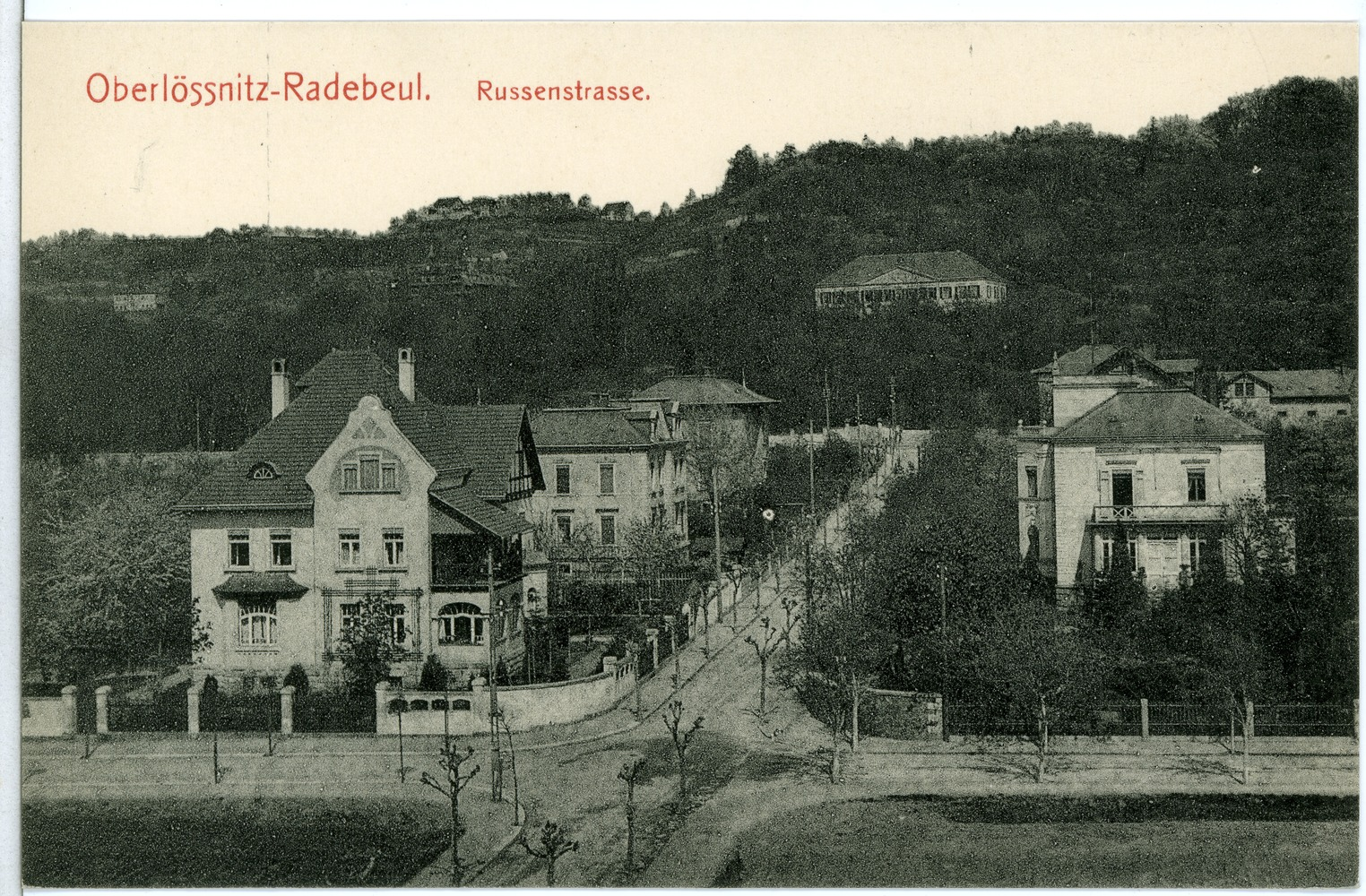
Villa Wach oberhalb der Hauptstraße, 1909

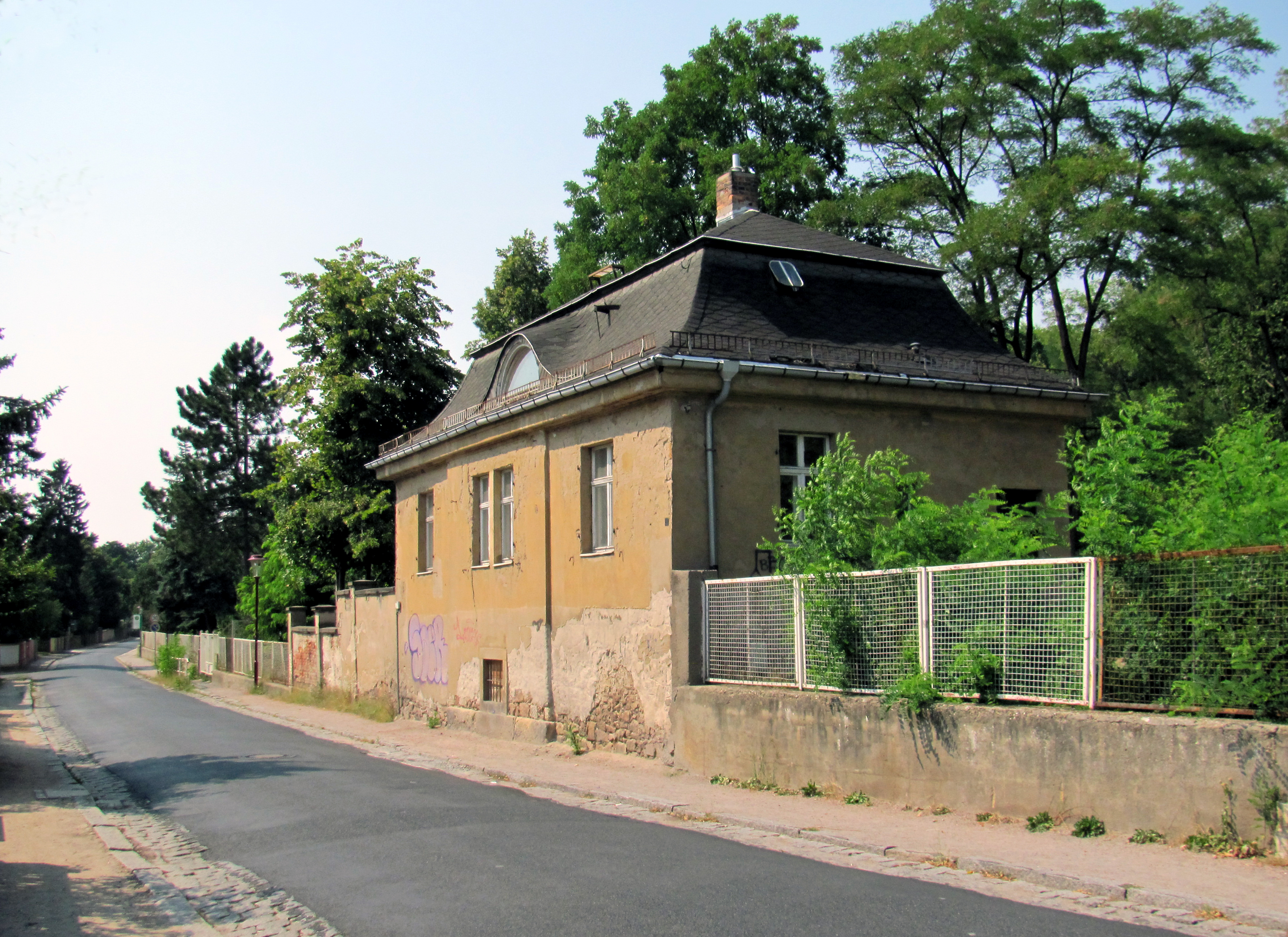
Villa Wach, Torhaus an der Straße

Nach diesen folgte die Bankiers- und Kaufmannsfamilie Göschen, der dort 1847 der spätere britische Diplomat Edward Goschen geboren wurde. Die Familie Göschen baute das Herrenhaus Mitte des 19. Jahrhunderts grundlegend zur Villa Göschen um. Zwei Schwestern von Eduard (Edward) und dessen Bruder, George Joachim Goschen, heirateten Mitglieder der nicht weit entfernt im Bennoschlösschen wohnenden Familie Metzsch, so 1869 Marion (1845–1877) den späteren sächsischen Ministerpräsidenten Georg von Metzsch und bereits vorher 1863 ihre Schwester Emily Louisa den späteren Kammerherrn und Landtagsabgeordneten Gustav von Metzsch (1835–1900). Dieser zog in die Villa Göschen ein, was ihr den Namen Haus Metzsch verschaffte, während sein Bruder in Dresden wohnte. Nach einem Holzstich von Herbert König von 1871 war die Villa zu dieser Zeit ein zweigeschossiger Bau mit neun Fensterachsen und dreiecksgiebligem Mittelrisalit, ähnlich der weiter östlich stehenden Villa Zembsch.
Ein weiterer grundlegender Umbau erfolgte 1913/1914 zur Villa Wach, nachdem 1912 Katharina (Käthe) Wach das Anwesen erworben hatte. Katharina Wach (1876–1956) war eine Tochter Ernst von Mendelssohn-Bartholdys, des Seniorchefs einer der bedeutendsten deutschen Privatbanken, Mendelssohn & Co., Berlin. Ihr Ehemann, der sächsische Staatsbeamte und Geheimrat Dr. jur. Felix Wach (1871–1943), ein Sohn Adolf Wachs und mütterlicherseits ein Enkel von Felix Mendelssohn Bartholdy, arbeitete unter anderem als Amtshauptmann in Oschatz und Pirna. Gemeinsam hatten sie drei Kinder, darunter den Religionswissenschaftler und Soziologen Joachim Wach, dem es 1935 gelang, in die USA zu emigrieren. Der Umbau des Herrenhauses, zu dem zu jener Zeit die heutigen Grundstücke 62–76 gehörten, erfolgte durch den Architekten Hugo Wach (1872–1939), einen Bruder von Felix. Dabei wurde der Bau in der Breite gegenüber der Villa Göschen vom Holzstich 1871 um jeweils zwei Fensterachsen auf jeder Seite verlängert sowie der Giebel umgestaltet, wie auf dem Foto aus der Zeit um 1940 zu sehen. Zur Ausgestaltung der Prunkhalle wurde der Künstler Wilhelm Köppen hinzugezogen.
Felix Wach wurde nach dem Gesetz zur Wiederherstellung des Berufsbeamtentums am 13. August 1933 als „Nichtarier“ mit 62 Jahren in den Ruhestand versetzt. Um der drohenden Enteignung ihres eigenen Anwesens zu entgehen, übertrug Katharina Wach im Sommer 1938 den Besitz auf ihren Ehemann. Mit Schreiben vom 30. Dezember 1938 wurde dieser Vorgang durch den Kreishauptmann zu Dresden-Bautzen untersagt, da Felix Wach „Mischling ersten Grades und mit einer Jüdin verheiratet“ sei und damit als Jude gelte. Nach der Aufhebung der Entscheidung, weil Wach „nur Mischling 2. Grades, also Vierteljude“ war, folgte eine ausführliche Stellungnahme des seinerzeitigen Radebeuler Oberbürgermeisters Heinrich Severit vom 15. April 1939 mit der Erläuterung, dass Wach zwar nur einen „volljüdischen“ Großelternteil habe, jedoch noch anderes „artfremdes“ (französisches) Blut in sich trage. Doch nicht nur dadurch zeige sich, dass er kein Deutscher sei, sondern auch durch sein Verhalten: Wach hatte Ende 1936 im Namen der Familie gegen den Abriss der Mendelssohn-Statue in Leipzig protestiert. Da der Übertragung erhebliches öffentliches Interesse entgegenstehe, wurde sie am 16. Juni 1939 für unwirksam erklärt. Anschließend wurde das Anwesen „arisiert“, und die Familie Wach musste nach Dresden in die Karcherallee ziehen. Felix Wach verstarb am 21. August 1943 in Dresden. Seine Frau Katharina Wach wurde mit der Tochter Susanne am 11. Januar 1944 in das KZ Theresienstadt deportiert, konnte jedoch dank Intervention von höherer Stelle („Auch die Fürsprache […][von] Prof. Martin Hammitzsch […], der mit Hitlers Halbschwester Angela […] verheiratet war, soll zur Rettung vor dem sonst unvermeidlichen Schicksal beigetragen haben.“) durch schwedische und Schweizer Verwandte ausgekauft werden und lebte bis zu ihrem Tod 1956 in der Schweiz. Auch ihre Tochter überlebte und starb 95-jährig in Locarno.
Die Villa Wach, an deren Ziergiebel ein Reichsadler angebracht wurde, ging 1940 als Landesführerschule und (wahrscheinlich später als) Lazarett an das Deutsche Rote Kreuz.
1946 wurde das Anwesen, das von 1945 bis 1957 durch die sowjetische Armee beschlagnahmt war, wiederum verstaatlicht und 1951 in das Eigentum der Stadt Radebeul überführt. Zu dieser Zeit nutzte die sowjetische Armee das ehemalige Kutscherhaus als Gefängnis.
Von 1958 bis 1972 betrieb die Stadt Radebeul das ehemalige Herrenhaus als zweites Schulhaus der Oberlößnitzer Schule, danach wurde dort ein Kinderheim errichtet, in das auch die Kinder aus dem Kinderheim im Augustusweg 105 verlegt wurden. Das Kinderheim wurde 1992 als Kinder- und Jugendhilfezentrum Oberlößnitz in die Trägerschaft der Kinderarche Sachsen übergeben.
In den Nebengebäuden des Grundstücks waren bereits ab 1958 Turnhalle und Hort untergebracht und auf dem weitläufigen Parkgrundstück waren Sportanlagen entstanden. 1972 wurden diese durch einen Neubau zur heutigen Oberschule Oberlößnitz (bis 2013 Mittelschule) ergänzt. 2006 wurde die Mittelschule in das Gebäude der Rosegger-Schule in Serkowitz verlegt.